# Р-33
Р-33 (К-33, «изделие 410», по классификации НАТО: AA-9 Amos) — советская/российская ракета класса «воздух—воздух» большой дальности. Ракета обеспечивает перехват воздушных целей, в том числе и крылатых ракет, максимальная скорость цели 3000 км/ч. Вероятность поражения цели 0,65. Система наведения комбинированная, инерциальная на среднем участке полета и полуактивная радиолокационная с радиокоррекцией на конечном участке.

## Конструкция
|                                             | Р-33 | Р-33С | Р-33Э |
| ------------------------------------------- | ---- | ----- | ----- |
| Дальность пуска максимальная, км            | 120  | 160   | 160   |
| Скорость полета максимальная, М             | 4,5  | —     | 4,5   |
| Длина ракеты, мм                            | 4250 | —     | 4150  |
| Максимальный диаметр корпуса ракеты, мм     | 380  | —     | 380   |
| Размах крыльев, мм                          | 900  | —     | 900   |
| Размах рулей, мм                            | 1180 | —     | 900   |
| Стартовая масса, кг                         | 491  | —     | 490   |
| Масса боевой части, кг                      | 55   | —     | 47    |
| Максимальная перегрузка поражаемых целей    | 4g   | —     | 8g    |
| Максимальная скорость поражаемой цели, км/ч | 3700 | —     | —     |

## Сравнение с аналогами
| Название, индекс | Страна        | Статус                                                 | Максимальная дальность, км | Год принятия на вооружение | Масса (стартовая / боевой части), кг | Количество ступеней | Носители                 | Изображение |
| ---------------- | ------------- | ------------------------------------------------------ | -------------------------- | -------------------------- | ------------------------------------ | ------------------- | ------------------------ | ----------- |
| AIM-47 Falcon    | США           | На вооружение не принималась                           | 210                        |                            | 360 / ?                              | 1                   | YF-12                    |             |
| AAM-N-10 Eagle   | США           | На вооружение не принималась                           | 200                        |                            | 582 / 75                             | 2                   | F6D                      |             |
| AIM-54 Phoenix   | США           | В настоящее время стоит на вооружении только ВВС Ирана | 184                        | 1974                       | 460 / 60,75                          | 1                   | F-14                     |             |
| Р-33             | СССР · Россия | Эксплуатируется                                        | 160                        | 1981                       | 490 / 47                             | 1                   | МиГ-31                   |             |
| Р-37             | СССР · Россия | Эксплуатируется                                        | 200/300                    | 1989                       | 600 / 60                             | 1                   | МиГ-31, Су-27, Су-35     |             |
| AIM-152 AAAM     | США           | На вооружение не принималась                           | 270                        | [ 11 ]                     | 172 / 22,7                           | 1                   | F-15, F-22               |             |
| КС-172           | Россия        | В разработке (лётные испытания)                        | 400                        |                            | 750 / 50                             | 2                   | Су-30МК, Су-35/БМ, Су-57 |             |